# 王曙 (1909年)
王曙（1909年—2002年7月24日），原名王作宾，男，陕西富平县人，中华人民共和国政治人物，曾任中华人民共和国第四机械工业部副部长。